# Рашвил (Њујорк)
Рашвил (енгл. Rushville) град је у америчкој савезној држави Њујорк.

## Демографија
По попису из 2010. године број становника је 677, што је 56 (9,0%) становника више него 2000. године.
| Група             | 2000.       | 2010.       |
| Белци             | 593 (95,5%) | 645 (95,3%) |
| Афроамериканци    | 10 (1,6%)   | 6 (0,9%)    |
| Азијати           | 4 (0,6%)    | 2 (0,3%)    |
| Хиспаноамериканци | 9 (1,4%)    | 7 (1,0%)    |
| Укупно            | 621         | 677         |